# Anja Andersen
Anja Jul Andersen (n. 15 de febrero de 1969 en Odense, Dinamarca) es una exjugadora de balonmano danesa y actual entrenadora de balonmano.
Fue campeona olímpica en los Juegos Olímpicos de Atlanta 1996 con la selección danesa.
Sus padres Keld y Vivi jugaban en las selecciones nacionales danesas de balonmano, por lo que Anja había entrado en contacto con el deporte desde muy temprana edad. Incluso jugando, Anja Andersen se ganó la reputación de ser la enfant terrible del balonmano danés. Como entrenadora, apareció repetidamente en la portada de la prensa sensacionalista danesa, que estaba atenta a ella, debido a las excesivas expresiones de disgusto. Sin embargo, su éxito como entrenadora confirma su popularidad.

## Desarrollo y características
El camino de Anja Andersen desde su juventud hasta convertirse en una atleta de clase mundial en balonmano es un testimonio de cómo las experiencias tempranas pueden moldear las características físicas y mentales de un atleta. 
Las experiencias de la juventud y la adolescencia de Anja Andersen jugaron un papel fundamental en el desarrollo de las características físicas y mentales que le permitieron convertirse en una jugadora de balonmano de clase mundial. La exposición temprana al deporte, el entorno familiar de apoyo y el entrenamiento estructurado ayudaron a desarrollar sus habilidades físicas y ética de trabajo. Las experiencias de competencia y la superación de desafíos construyeron su fortaleza mental y espíritu competitivo. Estos años formativos sentaron una base sólida para su éxito futuro, permitiéndole convertirse en una de las figuras destacadas en la historia del balonmano.
- Exposición temprana al balonmano

Anja Andersen fue introducida al balonmano a una edad temprana. Creciendo en Dinamarca, un país con una fuerte tradición en balonmano, estuvo expuesta al deporte desde joven. Este inicio temprano le permitió desarrollar habilidades fundamentales y una comprensión de la dinámica del juego desde una edad temprana. La familia de Andersen y su entorno social apoyaron sus esfuerzos atléticos. Un entorno de apoyo puede proporcionar aliento emocional y apoyo práctico, lo cual es crucial para desarrollar un fuerte compromiso con el deporte.
- Desarrollo físico

La participación temprana en el balonmano permitió a Andersen desarrollar habilidades físicas críticas como agilidad, velocidad y coordinación. El balonmano requiere un alto nivel de atletismo, incluyendo la capacidad de hacer movimientos rápidos y mantener el equilibrio mientras se ejecutan jugadas complejas. Su entrenamiento temprano sentó las bases para estas habilidades esenciales. A medida que avanzaba en su juventud, Andersen participó en entrenamientos rigurosos que construyeron su fuerza física y resistencia. Los jugadores de balonmano necesitan tener una resistencia excepcional y una resiliencia física para rendir a altos niveles, y el entrenamiento temprano y consistente de Andersen le ayudó a desarrollar estos atributos. Competir en ligas juveniles y en equipos nacionales expuso a Andersen a un nivel de juego superior, ayudándole a perfeccionar sus habilidades y adaptarse a escenarios más desafiantes. La exposición temprana a entornos competitivos es vital para desarrollar las habilidades físicas y estratégicas necesarias para un rendimiento de élite.
- Desarrollo mental

Los desafíos de competir en entornos de alta presión durante su juventud ayudaron a Andersen a desarrollar fortaleza mental. Aprender a lidiar con la presión de la competencia, los contratiempos y las demandas del deporte a una edad temprana contribuyó a su capacidad para rendir bajo estrés más adelante en su carrera.
El entrenamiento y la competencia consistentes requirieron que Andersen cultivara un alto grado de enfoque y disciplina. Estas cualidades mentales son esenciales para lograr la excelencia en los deportes, ya que permiten a los atletas mantenerse comprometidos con sus metas y gestionar las demandas de sus horarios de entrenamiento y competición. Creciendo en Dinamarca, Andersen tuvo acceso a jugadores y entrenadores exitosos en balonmano que sirvieron como modelos a seguir. Observar y aprender de estas figuras le proporcionó valiosos conocimientos e inspiración, moldeando su enfoque hacia el deporte y sus propias aspiraciones.
Jugar en varios entornos competitivos permitió a Andersen desarrollar pensamiento estratégico y adaptabilidad. El balonmano requiere que los jugadores tomen decisiones rápidas y adapten sus estrategias según el flujo del juego. Sus experiencias tempranas le ayudaron a perfeccionar estas habilidades mentales críticas.
- Experiencias Clave y Eventos Formativos

El éxito de Andersen en campeonatos juveniles y equipos nacionales le ayudó a construir confianza y validar sus habilidades. Los logros tempranos proporcionaron motivación y reforzaron su creencia en sus capacidades, contribuyendo a su impulso hacia el éxito. La orientación de entrenadores experimentados durante sus años formativos fue crucial para perfeccionar sus técnicas y comprensión del juego. La mentoría que recibió le proporcionó las herramientas y el conocimiento necesarios para sobresalir en niveles superiores de competición.
Crecer en Dinamarca, un país con una rica tradición en balonmano, le proporcionó a Andersen un fuerte contexto cultural y social que valoraba y apoyaba el balonmano. Este entorno fomentó su amor por el deporte y la animó a perseguirlo a nivel más alto.

## Carrera como jugadora
Anja Andersen es conocida por sus habilidades como jugadora ofensiva, así como por su fuerte temperamento y coraje para hacer jugadas impactantes y trucos atrevidos durante un partido. Fue una parte importante del renacimiento del balonmano danés durante la década de 1990. Su temperamento y sus impresionantes habilidades permitieron a todos una opinión y después de la primera medalla de oro en el campeonato europeo en 1994, la selección nacional se ganó cariñosamente el apodo de "las damas de hierro" y el estatus de héroes deportivos nacionales.
Aunque la selección nacional de balonmano de la década de 1990 tuvo muchos perfiles, es indiscutible que Andersen fue el más prolífico y controvertido. Aunque nadie cuestionó sus habilidades, su temperamento, que provocó numerosas expulsiones en partidos de alto perfil, fue un tema de debate. En los Juegos Olímpicos de 1996, el entrenador, Ulrik Wilbek, la excluyó brevemente del equipo debido a disputas sobre su estilo de juego y comportamiento en la cancha.
Ha jugado 133 partidos con la selección danesa de balonmano femenino y ha marcado 725 goles.
Andersen introdujo el balonmano al verdadero espectáculo. Muy influenciada por el baloncesto y, en particular, por los Harlem Globetrotters, inventó un estilo de juego dirigido a la audiencia más que al equipo contrario. Después de su retiro como jugadora activa, organizó un "equipo de ensueño" de las mejores jugadoras de balonmano en 2000 y 2001, que jugó contra un equipo seleccionado danés. Los partidos del "equipo de ensueño" fueron un éxito, pero se detuvieron cuando Andersen ya no pudo jugar activamente.
Debido a un defecto cardíaco, Andersen detuvo su carrera como jugadora en 1999.
Anja Andersen es considerada una de las mejores jugadoras de balonmano de todos los tiempos. 
Fue utilizada como jugadora de pista trasera 

### Clubes
Jugó para los siguientes equipos:
- Stjernen IF (Dinamarca)
- Vejle Allested (Dinamarca)
- ASH 72 (Dinamarca)
- IF Jarl Arden (Dinamarca)
- Aalborg KFUM (Dinamarca)
- Ikast FS (Dinamarca)
- Viborg HK (Dinamarca)
- 1993 Bækkelagets SK (Noruega)
- 1993–1996 TuS Walle Bremen (Alemania)
- 1996–1999 Bækkelagets SK (Noruega)

### Selección nacional
Entre 1989 y 1999 jugó 133 veces para la selección danesa y marcó 725 goles.

## Carrera como entrenadora
Cuando debió terminar su carrera a principios de 1999 debido a graves problemas cardíacos, se convirtió en la entrenadora del club de segunda división Slagelse FH de la Liga Danesa de Balonmano Femenino. El ascenso fue un éxito inmediato y, bajo el liderazgo de Anja Andersen, el equipo se convirtió rápidamente en uno de los mejores en balonmano femenino del mundo. Logró traer a algunos de los mejores jugadores de balonmano del país a Slagelse, incluida su ex colega de la selección nacional Janne Kolling. Slagelse FH (rebautizado como "Slagelse DT") ganó el campeonato danés por primera vez en 2003. Logró lo mínimo necesario al llevar al equipo a las grandes ligas y luego llevarlos a tres victorias en la Liga de Campeones en las temporadas 2003/04, 2004/05 y 2006/07. 
En 2006, Anja Andersen se convirtió en el seleccionadora nacional de Serbia. Después de que Serbia se clasificara con éxito para el Campeonato de Europa de 2006 contra la vicecampeona del mundo Rumania, abandonó el puesto debido a desacuerdos con la asociación.
En el verano de 2008, Andersen pasó del Slagelse DT al FCK Handbold. La forma en que se llevó a cabo este cambio le valió  muchas críticas. Prácticamente todo el primer equipo salió de Slagelse, algunos jugadores firmaron contratos con FCK. Los patrocinadores principales también fueron con Andersen. En la ronda principal de la Champions League 2008, Slagelse apareció con un equipo B y ya no era competitivo.
Después de terminar su puesto de entrenadora en FCK en el verano de 2010, asumió el puesto de entrenadora del club rumano CS Oltchim Râmnicu Vâlcea en febrero de 2011. Después de un mes de entrenamiento, fue despedida. [3] En el verano de 2011 ella estaba en el cuerpo técnico del equipo masculino de Viborg HK. Después de que Andersen terminó su trabajo en Viborg, asumió el cargo en el verano de 2012 como entrenadora del equipo femenino sub-18 del HC Odense.

## Palmarés

### Como jugadora
En clubes
- En 1992 y 1999 ganó el campeonato noruego con Bækkelaget.
- De 1994 a 1996 fue tres veces campeona de Alemania como jugadora en el TuS Walle Bremen
- 1994 y 1995 también gana la copa de Alemania
- En 1997 fue designada mejor jugadora mundial de balonmano del año (IHF World Player of the Year)[8] (Hasta 2022 es la única jugadora danesa, además de la guardameta Sandra Toft, que ha ganado este título, y hasta el 1 de marzo de 2012, cuando Mikkel Hansen ganó el título, era el único jugador danés, hombre o mujer, que lo había ganado).

Selección nacional
- 1 × medalla de plata en el Campeonato Mundial de Balonmano Femenino Juvenil 1987
- 1 × medalla de plata en el Campeonato Mundial de Balonmano 1993
- 1 × medalla de bronce en la Copa del Mundo de Balonmano 1995
- 1 × medalla de oro en la Copa del Mundo de Balonmano 1997
- 2 veces campeona de Europa, 1994 y 1996
- 1 × campeona olímpica 1996

### Como entrenadora
- 3 veces campeona danesa (2003, 2005, 2007)
- 2 × Copa de Dinamarca (2003, 2010)
- 1 × Copa EHF (2003)
- 3 veces campeones de la EHF Champions League (2004, 2005, 2007)
- 1 × Recopa de Europa (2009)

### Reconocimientos
- 1994: nominada como segunda jugadora de balonmano del mundo.
- 1997: nominada mejor jugadora de balonmano del mundo.
- 2007: incorporada a la Sala Danesa de Fama.
- 2009: Premiada por superar las convenciones de los entrenadores de atletas de élite.[9]